# Acid Bath
Acid Bath — американський гурт із Гоуми, Луїзіана, активний з 1991 по 1997 рік, який поєднав в собі корені дум-металу з впливом хардкор-панку, дез-металу, готичного року та блюзу, щоб створити унікальне звучання. Розпався після трагічної загибелі свого басиста Оді Пітре в автокатастрофі у січні 1997 року.

## Історія
Acid Bath було засновано в 1991 році. Гурт базувався на південь від Нового Орлеана в кількох невеликих містах, включаючи Гоума, Тібодо, Морган-Сіті та Гальяно. Він виник як поєднання двох гуртів: Dark Karnival, у складі якого були Оді Пітре, Семмі «П’єр» Дует і Томмі Віатор, і Golgotha, до якого входили Дакс Ріггз, Майк Санчес, Джиммі Кайл і Джеррі «Бун» Бусінеллі. Басисти Golgotha часто змінювалися, але відзначився Чед Пірс, якого згодом замінив Пітре під час формування Acid Bath. Томмі Віатора пізніше замінив Джиммі Кайл на барабанах, але він повернувся, щоб грати на клавішах наприкінці кар'єри гурту. Джозеф Дж. Фонтенот також був басистом протягом короткого періоду часу.
Під впливом треш-металу та творчості груп і виконавців, таких як Black Sabbath, Alice Cooper, Celtic Frost, Carcass і Darkthrone, Acid Bath записали своє демо "Hymns of the Needle Freak" у 1993 році разом із своїм менеджером і продюсером Кітом Фалгаутом. Сила цього демо привернула їм увагу та допомогла укласти угоду. У 1994 році вони випустили "When the Kite String Pops", продюсований Спайком Кессіді, а через два роки вийшов другий і останній альбом "Paegan Terrorism Tactics" (також спродюсований Кітом Фалгаутом). Жоден з цих альбомів не приніс великого комерційного успіху, але обидва отримали високу популярність серед фанатів андеграундної музики. У 2005 році був випущений ще один альбом, складений з їхніх демо записів, "Demos: 1993–1996".
Останній концерт Acid Bath відбувся в муніципальній аудиторії Шривпорта 25 квітня 1997 року. У складі афіші цього вечора також були Crowbar, Floodgate і Dead Industry. Джеромі Буліон виступав на гітарі для Acid Bath замість Майка Санчеса. Проте, "Acid Bath" не заробила грошей через недостатню рекламу та недостатню кількість глядачів.

### Розпад і наступні проекти
Після випуску двох студійних альбомів, кар'єра Acid Bath раптово припинилася 23 січня 1997 року, коли бас-гітариста Оді Пітре та його батьків вбив п'яний водій, який не помітив знак «стоп» та здійснив наїзд. Єдиним вижившим з цієї трагедії серед членів родини був Келлі Пітре, брат Оді, який отримав лише зламане ребро і незначний перелом шиї.
Попри поширення чуток про можливий новий альбом після розпаду гурту, нічого конкретного не з'явилося. Семмі Дует зберіг касету, на якій вони з Майком Санчезом вигадували рифи для можливого третього альбому Acid Bath. Він згадав про цей запис у своєму інтерв'ю для Does It Doom?. Касета отримала назву "Rat Poison", оскільки жоден з них не міг придумати назву для альбому. Один з учасників побачив якусь щурячу отруту в коробці на репетиційному залі і сказав: "Просто називай це довбаною щурячою отрутою". Також ходили чутки, що деякі рифи були використані для першого альбому Goatwhore; проте це було спростовано.
Томмі Віатор і Джеймс Мерфі, відомий дез-металіст, брали участь у записі альбому "Disincarnate Dreams of the Carrion Kind". Дакс Ріггз і Майк Санчес продовжили свою творчість у гурті Agents of Oblivion, який випустив однойменний альбом у 2000 році, а пізніше розпався. Починаючи з 2000 року, Ріггз також виступав як фронтмен у гурті Deadboy & the Elephantmen, а від 2007 року випускав матеріал під своїм іменем. Семмі П'єр Дует колись був учасником Crowbar, але потім покинув групу і зараз є членом чорного дез-метал-гурту Goatwhore і Ritual Killer, а також учасником дум-метал-гурту Вуал разом з Келлі Пітре, братом Оді. Семмі Дует відкрито визнавав себе сатаністом ще з часів перебування в Acid Bath. Оді створив метал-гурт у 1995 році, в якому поєднав блек-метал вокал із важким звучанням кількох бас-гітаристів, відомих як Шрум. Томмі Віатор і Джозеф Фонтено також були членами Shrüm, який використовував два спотворені баси низьких частот, а Фонтенот чергував гру на спотвореному високому басі та чистому басі. Пізніше Фонтенот грав на бас-гітарі у Devourment протягом двох років, а зараз служить сержантом з муштри в армії США.
У 2014 році розпочалися чутки про можливий повернення Acid Bath з новим вокалістом, після того як Джиммі Кайл звернувся до вокаліста Slipknot Корі Тейлора з повідомленням про пошук вокаліста для гурту: «Acid Bath шукає вокаліста. Будь ласка, надішліть MP3, демо, відео або будь-які інші музичні посилання, що виконують пісні Acid Bath». Проте інші учасники гурту спростували ці чутки, заявивши, що «Немає ACID BATH без [покійного басиста] Оді Пітре, тому ніколи не буде «нового» матеріалу ACID BATH», і що «Наразі більшість з Вижилі учасники ACID BATH — Джиммі, Майк і я — розглядали можливість дати кілька концертів у майбутньому як триб’ют-гурт ACID BATH, але нічого не викладено в камінь, і це все ще лише ідея».

## Музичний стиль
Acid Bath відомий своїм унікальним звучанням, яке поєднує екстремальний сладж-метал, вплив дез-металу, дез-гроули та меланхолійний вокал у стилі гот/Ґрандж, а також використання акустичної гітари, семплів і розмовної поезії. AllMusic описує їхній звук як «важкий для оцінки», як суміш сладжа, схожого на Black Sabbath, блюзового південного року, дез-металу, хардкору та ноток готики та індастріалу. В інтерв'ю для журналу Pit Magazine вокаліст Декс Ріггз класифікував їхній стиль як "дез-рок". У іншому інтерв'ю гітарист Семмі Дует описав їхній звук як "готичний хардкор".
Гурт використовував аудіовізуальні елементи з різних контроверсійних фільмів, включаючи "Синій оксамит" і "Механічний апельсин". Вокал Dax Riggs піддавався обробці, створюючи індустріальний ефект, а деякі інші інструменти були оброблені за допомогою промислових звукових ефектів у їхніх записах (наприклад, малий барабан у другій половині "New Death Sensation"). Одним з характерних рис Acid Bath було вміле використання численних змін темпу та їх впровадження у структуру пісні. Їхні експерименти охоплювали різні музичні жанри. Наприклад, пісня "Scream of the Butterfly" мала акустичний блюзовий характер з контрабасовими барабанами в кінці композиції. "The Bones of Baby Dolls" експериментувала з народними музичними елементами, а Декс Ріггз описував пісню "Dead Girl" як кантрі-пісню.
Лірика Дакса Ріггза часто поетична, часто демонструє одержимість смертю, вживанням наркотиків, психічними захворюваннями, чорним гумором, регіональною культурою Луїзіани та постійними посиланнями на анімізм, а також на язичництво, нігілізм і людиноненависництво. Він стверджував, що ці джерела натхнення взято з коміксів, а саме тих, авторами яких є Френк Міллер, Алан Мур і Клайв Баркер , а також висловив захоплення ANSWER Me! і Варений ангел . Вільям Йорк з AllMusic заявив, що пісня "Venus Blue" могла б стати радіохітом, "якби не яскравий текст". Іншим аспектом їхньої презентації, який, можливо, не викликав у них любові, було використання образу Джона Уейна Гейсі та доктора Джека Кеворкяна. Через суперечки навколо обкладинки For He Is Raised на альбомі Paegan Terrorism Tactics спочатку було заборонено в Австралії. Відтоді заборону було знято. Обкладинка розширеної п’єси гурту 1994 року під простою назвою «Редагування» містить обкладинку Річарда Раміреза. На обкладинці їхньої збірки 1996 року під назвою Radio Edits були зображені роботи Кеннета Б'янкі. Їхня пісня «Diäb Soulé» («П’яний диявол» каджунською французькою мовою ) починається з аудіоскрипу Джима Джонса з Народного храму. Їхня пісня «Toubabo Koomi», неправильно перекладена як «Земля білих канібалів», є посиланням на роман «Коріння: Сага про американську сім’ю» .

Навіть при тому, що Acid Bath випустили лише два альбоми, а також ряд редагувань на радіо та офіційний бутлег-DVD, вони здобули велику андеграундну популярність (зокрема в Луїзіані), завдяки унікальному та експериментальному характеру своєї музики.

## Члени

### Остаточний склад
- Дует Семмі П’єра — гітари, вокал (1991–1997)
- Джиммі Кайл — ударні (1991–1997)
- Оді Пітре — бас-гітара, бек-вокал (1991–1997; помер у 1997)
- Декс Ріггз — вокал (1991–1997)
- Майк Санчес — гітара, вокал (1991–1997)
- Джозеф Фонтено — бас-гітара (1997)
- Томас Віатор — клавішні (1996–1997)

### Живі учасники
- Джеромі Буліон — гітара (1997)

## Дискографія

### Студійні альбоми
- When the Kite String Pops[en] (1994)
- Paegan Terrorism Tactics[en] (1996)

### Демо
- Wet Dreams of the Insane (демо Golgotha) (1991)
- Крики метелика (1992)
- Demo II (1993)
- Hymns of the Needle Freak (1993)
- Liquid Death Bootleg (1993)
- Радіоредагування 1 (1994)
- Редагування радіо 2 (1996)
- Paegan Terrorism Tactics Outtakes (1996)
- Демо: 1993–1996 (2005)

### Відео
- «Apocalyptic Sunshine Bootleg» (1994)
- «Toubabo Koomi» (1994)
- "Double Live Bootleg!" DVD (2002)